# Thiénans
Thiénans é uma comuna francesa na região administrativa de Borgonha-Franco-Condado, no departamento de Alto Sona. Estende-se por uma área de 4,11 km². Em 2010 a comuna tinha 101 habitantes (densidade: 24,6 hab./km²).